# 曲桑日追
曲桑日追（藏語：ཆུ་པཟང་རི་ཁྲོད་，威利转写：chu bzang ri khrod）位于西藏自治区拉萨市城关区娘热乡吉苏村曲桑日山，是一座藏传佛教格鲁派女尼的寺院。

## 简介

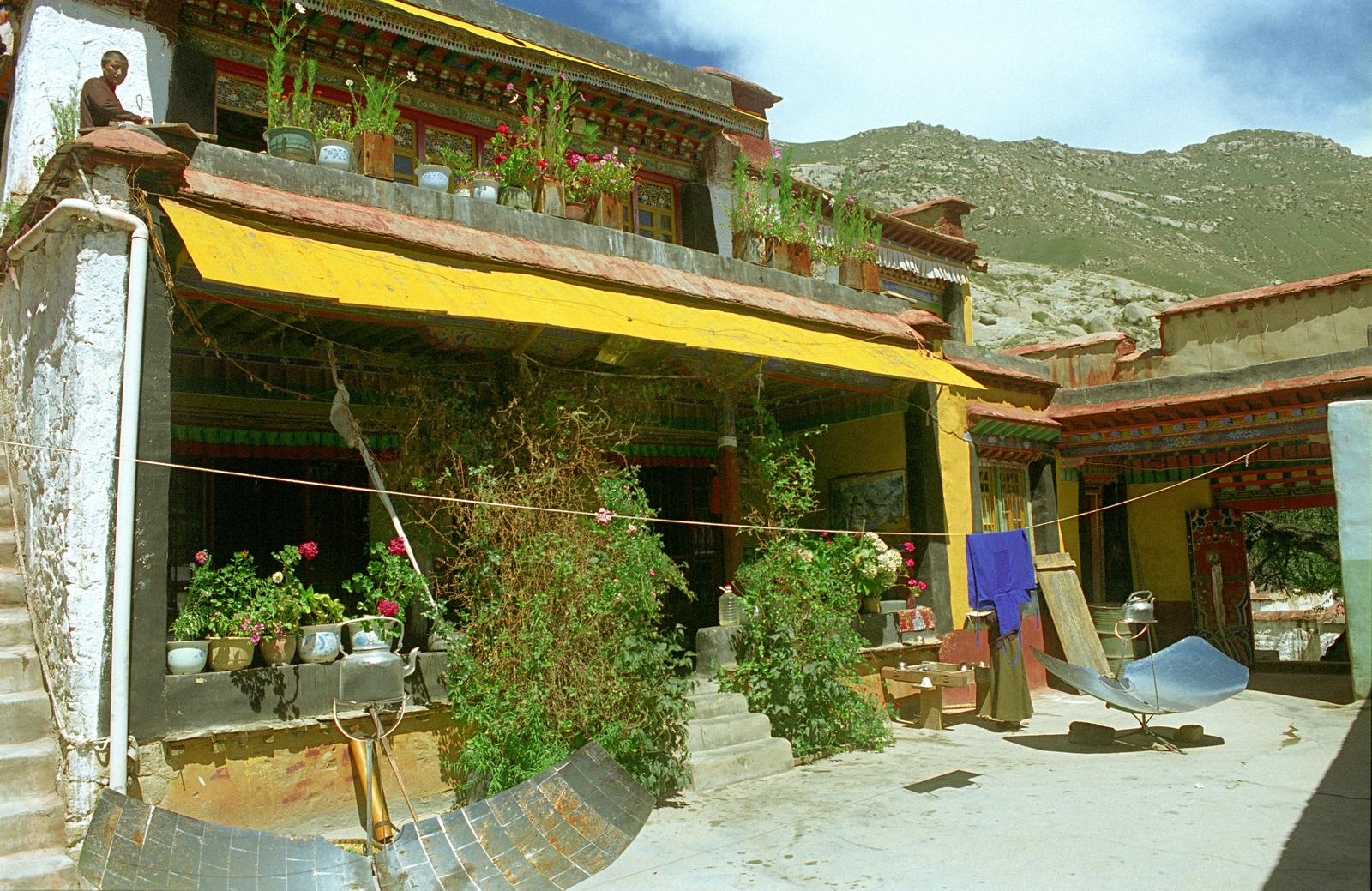
曲桑日追

曲桑日追位于色拉寺西北山边。自色拉寺出门向右，沿着山脚步行1小时即到。曲桑日追初建于17世纪。寺名“曲桑”意为“良水”。曲桑日追创建之初，本为男众道场，因常有高僧传法，故吸引了一些女尼前往学习。加上当年拉萨并无供女性学习文化的学校，所以许多家族也愿意让女儿在此受教育。拉萨附近越来越多的女尼来到该寺学法，寺院遂逐渐被女尼占据。这些女尼一度与出家男众发生冲突。经寺院高僧调教之后，男女出家众分开活动范围，女尼获准在周边修学。20世纪该寺鼎盛时期，该寺为拉萨著名的大型公开传法的道场。应邀来此说法对于高僧而言是一种很高的荣誉。帕绷喀仁波切、赤江仁波切、色拉寺嘉绒高僧萨巴仁波切、丹吉林的第穆活佛等高僧，都曾在此传法。1921年，帕绷喀仁波切在曲桑日追开示菩提道次第教法，轰动了拉萨全城，前来听法的僧众超过一万人。此次开示的讲义，后来被结集为《掌中解脱论》，此后又被译为多种文字，在英语国家及汉地格鲁派信徒中成为重点教材。
改革开放后，随着宗教政策的落实，曲桑日追获得重建。重建后，曲桑日追主要为女众道场。到21世纪初，此处有100多位女尼常住。该寺的两座主殿，一座是大众聚会学习佛经的场所，另一座供奉着五世达赖开启伏藏取出的一尊佛像，此为曲桑日追从古至今的镇寺之宝。
2013年4月，中共拉萨市委副书记、拉萨市人大常委会主任洛桑旦巴、拉萨市民宗局常务副局长春新一行来到城关区曲桑日追管委会检查工作。洛桑旦巴对该寺的干部队伍建设、“五僧尼联帮联保”工作、寺庙法制宣传、僧尼请销假制度等工作进行了解，并肯定了曲桑日追管委会的工作。同年6月，曲桑日追管委会召开了创建法治寺庙试点活动动员大会暨“新旧西藏两重天”对比宣传教育宣讲活动。

## 延伸阅读
- Mayhew, Bradley and Michael Kohn (2005). Tibet. 6th Edition. Lonely Planet. ISBN 1-74059-523-8.